# 拉维尔·科尔宾-翁
拉维尔·科尔宾-翁（La'Vere Corbin-Ong，1991年4月22日—），是出生于英格兰伦敦的马来西亚籍華裔职业足球运动员，司职左后卫及中后卫。目前效力马来西亚超级足球联赛柔佛DT，也同时代表马来西亚国家足球队。

## 职业生涯
青训/加拿大时期
2009年科尔宾-翁高中毕业后他在加拿大的卡毕兰诺大学效力一个赛季，于2010年他加入温哥华白浪预备队参加美国足球联赛发展联赛，正式展开其职业生涯。
德国发展时期
于2011年科尔宾-翁决定离开加拿大前往德国加盟德国北部高级联赛队伍波美拉尼亚葛莱夫斯瓦尔德。2014年他离开德国北部高级联赛，加盟德国足球东北高级联赛的柏林人AK 07。2016年科尔宾-翁离开了效力2年的柏林人AK07，并在6月加盟了德国足球丙级联赛的FSV法兰克福。
前进伊高斯
2017年科尔宾-翁离开了德国，在同年7月他加盟了荷兰足球乙级联赛的前进伊高斯，但在他刚转入球会不久就传出他将在冬季转会窗加盟马来西亚超级足球联赛豪门柔佛DT。
柔佛DT
2017年11月24日柔佛DT正式宣布与科尔宾-翁签约，将在冬季转会窗加入。除此之外由于科尔宾-翁目母亲为马来西亚人，拥有马来西亚血统，俱乐部决定为他以马来西亚人的身份注册，马来西亚超级足球联赛每支只能注册最多5名外援，如果科尔宾-翁成功以马来西亚球员注册成为本地球员将不会占用外援名额。

## 国家队
科尔宾-翁出生于英格兰伦敦，父亲是巴巴多斯人，母亲是马来西亚华裔，但他一岁随父母移民加拿大，所以他有資格代表英格蘭、巴巴多斯、馬來西亞和加拿大。
2017年3月，科尔宾-翁首次入选加拿大国家队23人大名单，在加拿大与苏格兰国家足球队的国际友谊赛中的下半场轮替上场，最终该比赛以1比1和球结束，这是他首次在国家队亮相。
在2018年1月科尔宾-翁加盟马来西亚超级联赛球会柔佛DT，柔佛DT以科尔宾-翁拥有马来西亚血统为由向马来西亚足总申请让他成为马来西亚本地球员，由于当时科尔宾-翁代表加拿大时只是国际友谊赛，事实上他依旧拥有选择代表国家队的权利，让当时的马来西亚球迷猜测科尔宾-翁是否放弃拥有代表其他3个国家队的资格，转而代表马来西亚国家队。在2019年6月马来西亚对垒尼泊尔的国际友谊赛中，科尔宾-翁首次被马来西亚国家队征召入选名单。在2022年卡塔尔世界杯预选赛亚洲区中科尔宾-翁在对垒东帝汶国家足球队打进一球，最终马来西亚国家队以7比1大胜对手，该场比赛科尔宾-翁打进首个国际进球。